# Асеновец
Асеновец (болг. Асеновец) — село в Болгарии. Находится в Сливенской области, входит в общину Нова-Загора. Население составляет 647 человек.

## Политическая ситуация
В местном кметстве Асеновец, в состав которого входит Асеновец, должность кмета (старосты) исполняет Крыстё Йорданов Стойчев (Движение «Георгиев день») по результатам выборов.
Кмет (мэр) общины Нова-Загора — Николай Георгиев Грозев (Граждане за европейское развитие Болгарии (ГЕРБ)) по результатам выборов.